# Gestreepte skunks
De gestreepte skunks (geslacht Mephitis) zijn een tweetal roofdiersoorten uit de familie Mephitidae. Beide soorten zijn afkomstig van het Amerikaanse continent. 

## Kenmerken
Kenmerkend voor de gestreepte skunks is de zwart-wit gestreepte vacht en de lange pluimstaart. Net als de overige skunks zijn ook de gestreepte skunks berucht om de scherpe geur van de door de anale klieren geproduceerde vloeistof, die gebruikt wordt tegen vijanden.

## Soorten
- Mephitis macroura – Gekraagde skunk
- Mephitis mephitis – Gestreepte skunk